# Mozaiki iz Delosa
Mozaiki iz Delosa so pomemben del starogrške mozaične umetnosti. Večina ohranjenih mozaikov iz Delosa, otoka v Kikladih, sega v zadnjo polovico 2. stoletja pred našim štetjem in na začetek 1. stoletja pred našim štetjem, v helenistično obdobje in začetek  rimskega obdobja Grčije. Helenistični mozaiki niso več nastajali po približno 69 letu pred našim štetjem, zaradi bojev s kraljestvom Pont in posledično nenadnega zmanjševanja prebivalstva otoka in položaja velikega trgovskega središča. Med helenističnimi grškimi arheološkimi najdišči vsebuje Delos eno največjih koncentracij ohranjenih mozaičnih umetnin. Približno polovica vseh grških mozaikov iz teseriranih mozaikov iz helenističnega obdobja prihaja iz Delosa.
Tlakovane poti Delosa segajo od preprostih prodnatih ali gramoznih konstrukcij do izbranih mozaičnih tal, sestavljenih iz teser. Večina motivov vsebuje preproste geometrijske vzorce, le peščica pa uporablja tehnike opus tessellatum in opus vermiculatum za ustvarjanje lucidnih, naravoslovnih in bogato obarvanih prizorov in figur. Mozaike najdemo v bogoslužnih prostorih, javnih zgradbah in zasebnih domovih, ki običajno vsebujejo bodisi nepravilne oblike tlorisa ali osrednje dvorišče peristila.
Čeprav obstajajo manjše sledi punsko-feničanskega in rimsko-italijanskega vpliva, mozaiki iz Delosa na splošno ustrezajo glavnim trendom, ki jih najdemo v helenistični umetnosti. Enaki premožni meceni, ki so v Delosu naročali slike in skulpture, so morda sodelovali tudi pri najemanju mozaičnih umetnikov iz tujine. Ti mozaiki delijo značilnosti s tistimi v drugih delih grškega sveta, kot so makedonski mozaiki v Pelli. Imajo tudi nekaj atributov z grško slikarsko tradicijo in pogosto uporabljajo podobno tehniko črnega ozadja, ki jo najdemo v lončenih rdečih figurah iz obdobja klasike. Nekateri slogi in tehnike, ki jih najdemo na Delosu, so vidni v rimski umetnosti in mozaikih, čeprav sodobni rimski primeri iz Pompejev na primer odkrivajo velike razlike v proizvodnji in oblikovanju mozaikov v zahodnem in vzhodnem Sredozemlju.

## Datacija
Natančno 354 mozaikov iz Delosa je ohranjenih in jih je preučil francoski arheolog Philippe Bruneau. Večina sega v pozno helenistično obdobje, ki je sočasno s pozno rimsko republiko (tj. zadnja polovica 2. st. pr. n. št. in začetek 1. st. pr. n. št.). Nekaj jih je datiranih v obdobje klasike, z enim mozaikom, ki je bil pripisan cesarski rimski dobi. Bruneau je menil, da so nominalno nedatirani kosi na podlagi njihovih slogov nastali v istem obdobju kot večina primerov, približno med letoma 133 in 88 pr. n. št. Leta 167 ali 166 pr. n. št. je Rim po rimski zmagi v tretji makedonski vojni otok Delos prepustil Atencem, ki so izgnali večino prvotnih prebivalcev.
Rimsko uničenje Korinta leta 146 pr. n. št. je omogočilo, da je Delos vsaj delno prevzel vlogo prvega kot glavno trgovsko središče Grčije. Delosova trgovska blaginja, gradbena dejavnost in prebivalstvo so se znatno zmanjšali po tem, ko so otoke napadle sile Mitridata VI. v letih 88 in 69 pr. n. št. med mitridatskimi vojnami z Rimom. Kljub invazijam na Pontu je bil otok postopoma opuščen potem, ko je Rim zagotovil bolj neposredno trgovinsko povezavo z Orientom, ki je Delos marginaliziral kot glavno središče za trgovino, ki vodi na vzhod.

## Značilnosti

### Sestava
Sestava mozaikov in tlakov vključuje preproste prodnate konstrukcije, ploščice iz sekancev iz belega marmorja, keramične drobce in kose teser. Slednji sodi v dve kategoriji: enostavnejši opus tessellatum z velikimi koščki teser, v povprečju 8 x 8 milimetrov in lepši opus vermiculatum z uporabo koščkov teser, manjših od 4 x 4 milimetre. Številni mozaiki uporabljajo mešanico teh materialov, medtem ko je tlak iz sekancev najpogostejši. Slednjega najdemo v 55 domovih in običajno v pritličju. Večino mozaikov iz Delosa predstavljajo lomljeni kosi marmorja, postavljeni v cementna tla. Druge podlage za talne obloge so sestavljene iz zemeljskih materialov ali gnajsov. Tlaki v kuhinjah in straniščih so bili zgrajeni z lončenimi ploščicami, opeko in ploščicami za hidroizolacijo. Tanki trakovi svinca, postavljeni v cement, se pogosto uporabljajo za razlikovanje obrisov mozaikov z geometrijskim vzorcem, odsotni pa so v bolj zapletenih figurativnih mozaikih iz teser. 

### Ureditev in lokacija
Medtem ko so bili nekateri mozaiki odkriti v verskih svetiščih in javnih zgradb, so jih našli tudi v stanovanjskih stavbah in zasebnih domovih. Večina teh hiš ima tloris nepravilne oblike, druga največja skupina pa je bila zgrajena s centralnim dvoriščem s peristilom. Preprosti mozaiki so po navadi prepuščeni običajnim hodnikom, sobe za sprejem gostov pa so imele bolj bogato okrašene mozaike. Vendar ima le 25 hiš najdenih na Delosu mozaike opus tessellatum, le 8 hiš pa ima motive v stilu opus vermiculatum in figurativne prizore. Velika večina okrašenih tal ima le preproste geometrijske vzorce. Pogosteje je, da so mozaiki v zgornjih prostorih kot v pritličjih starodavnih domov. Z izjemo Dionizove hiše in Hiše delfinov na dvoriščih peristilnih domov obstajajo samo cvetlični in geometrijski motivi. 

### Vzorci in motivi
Med različnimi vzorci in motivi, ki jih najdemo v mozaikih na Delosu, so tribarvni rombi, ki ustvarjajo tridimenzionalno iluzijo kock v perspektivi gledalca. Ta vzorec se pojavi na petnajstih različnih lokacijah in je eden najpogostejših. Med drugimi motivi so valovi in stopničasti trikotniki, glavne teme pa so pomorske, gledališke, narava ali mitološki predmeti in figure. Vzorec enojnega vala, ki je v helenistični umetnosti pogost motiv, je prevladujoča oblika robov mozaikov. Motiv rozete, ki ga najdemo v mozaikih različnih helenističnih krajev po Sredozemlju, je v Delosu pogosto povezan z enovalnimi robovi. Tipični helenistični motiv palmeta se v Delosu uporablja za zapolnitev štirih vogalov okoli motiva osrednje rozete. Iluzija tridimenzionalnega reliefa v figurativnih prizorih je bila po navadi dosežena z uporabo večbarvnih koščkov, z belimi, črnimi, rumenimi, rdečimi, modrimi in zelenimi odtenki.
Izvirne kompozicije, tehnike, postavitve in slog mozaikov iz Delosa najdemo v prodnatih mozaikih iz 5. st. pr. n. št. v prodnatih mozaikih Olyunda v severni Grčiji na Halkidiki, z mozaiki, nameščenimi v središču cementnih tal in uporabo vzorcev girland, meandrov in valov okoli centraliziranega motiva ali figure. Ta oblikovna shema je podobna mozaikom iz Pele iz Makedonije iz 4. st. pr. n. št., čeprav tamkajšnji mozaiki s kamenčki uporabljajo širšo paleto barv, da ustvarijo učinke globine. Prehod iz prodnatih mozaikov v bolj zapletene iz teser je morda nastal na helenistično-grški Siciliji v 3. st. pr. n. št., razvil pa se je na mestih, kot sta Morgantina in Sirakuze. Tako kot Olynthov, mozaik iz Morgantine vsebuje vzorce girland, valov in meandrov, čeprav je bil slednji končno izveden s perpektivo. 

### Kultura in etnično poreklo
Poleg simbola punsko-feničanske boginje Tanit so vsi motivi tlakov po poreklu tipično helenistični grški, čeprav nekatere malte, uporabljene pri tlakih iz teser, izdajajo nek italijanski vpliv. Tri glavne etnične skupine Delosa so bile Grki (večinoma atenskega porekla), Sirijci / Feničani in Italijani / Rimljani, vendar je zelo verjetno, da so bili mnogi od teh Italijanov Italioti, grško govoreči domorodci Magna Graecie, ki je danes na jugu Italije. Prebivalci Delosa grškega, italijanskega ali sirskega porekla so imeli mozaike v svojih zasebnih gospodinjstvih, toda Vincent J. Bruno trdi, da so bile za oblikovanje mozaičnih umetnin v celoti uporabljene grške umetniške tradicije. 

## Pomen

### Ohranjen korpus helenistične mozaične umetnosti
Francoski arheolog François Chamoux je mozaike iz Delosa obravnaval kot 'vodno znamenje' in vrhunec starogrške mozaične umetnosti, ki je uporabljala tesere za ustvarjanje bogatih, podrobnih in barvitih prizorov. Ta helenistični slog mozaika se je nadaljeval do konca antike in je morda vplival na široko uporabo mozaikov v zahodnem svetu v srednjem veku. V svoji študiji o gospodinjstvih in umetninah sredozemskih trgovskih središč je Birgit Tang analizirala tri arheološka najdišča: Delos v Egejskem morju, Kartagino v sedanji Tuniziji in Emporion, sodobni Empúries v Kataloniji v Španiji, ki je bila nekoč grška kolonija. Razlogi za izbiro teh lokacij, zlasti za preiskavo in primerjavo, vključujejo njihov status največjih morskih trgovskih središč, pa tudi razmeroma dobro ohranjene ruševine mestnih gospodinjstev.
Ruth Westgate piše, da Delos vsebuje približno polovico vseh ohranjenih grških mozaikov iz teser iz helenističnega obdobja. Po njeni oceni najdišča Delos ter Morgantina in Soluntum na Siciliji vsebujejo največ ohranjenih dokazov za grške mozaike. Hariclia Brecoulaki trdi, da mozaiki iz Delosa predstavljajo največjo zbirko grških mozaikov.. Prav tako navaja, da je samo makedonska prestolnica Pela enakovredna zasebnim hišam (v nasprotju s kraljevimi rezidencami), okrašenim z zapletenimi stenskimi slikami, podpisanimi mozaiki in samostoječimi marmornatimi skulpturami. Katherine M. D. Dunbabin piše, da so v celinski Grčiji, Mali Aziji in severovzhodni Afriki (tj. Kireni) našli veliko helenističnih mozaikov, le na mestu Delos se pojavijo le v »zadostnem številu, ki omogoča splošne sklepe o njihovi uporabi in naravi«.

### Primerjave z rimskimi Pompeji
Hetty Joyce je v svoji primerjalni analizi mozaične umetnosti v grško-rimskem svetu za glavne reprezentativne vzorce izbrala mozaike iz Delosa in rimskih Pompejev za določitev razlogov v obliki, funkciji in tehniki izdelave mozaikov na grškem vzhodu in latinskem zahodu. Njeni razlogi za izbiro teh dveh najdišč so dobro ohranjeni tlaki, varno datiranje vzorcev s konca 2. in začetka 1. st. pr. n. št. in zahvaljujoč obsežni dokumentaciji Bruneauja o mozaikih iz Delosa, zadostna količina akademske literature za vsako najdišče za primerjave. Ruth Westgate v svoji raziskavi in primerjalni študiji helenističnih grških mozaikov z mozaiki v Pompejih ugotavlja, da so rimski mozaiki, datirani v pompejski prvi slog stenskega slikarstva v poznem 2. in začetku 1. st. pr. n. št. izhajali iz grške tradicije. Vendar poudarja, da so se pompejski mozaiki oddaljili od svojih grških vzornikov tako, da so namesto abstraktnih modelov skoraj izključno predstavljali slikovne prizore, v navadnem tlaki, ki so ga najverjetneje postavili lokalni obrtniki in izdelali ločeno od figuriranih plošč, slednje so morda izdelali grški obrtniki za njihove rimske pokrovitelje .. 
Zaradi podobnosti med helenističnimi stenskimi slikami v Delosu in prvim slogom Pompejev Joyce trdi, da so razlike v pompejskih mozaikih namerni produkt umetniških preferenc, ne pa posledica nepoznavanja tradicije drug drugega. Te razlike so široka uporaba opus signinum v Pompejih, pri Delosu so znani le štirje primeri, uporaba opus setila v Pompejih in popolna odsotnost v Delosu, razširjena uporaba večbarvnih vzorcev in zapletenih tridimenzionalnih figur v mozaikih iz Delosa v primerjavi z dvodimenzionalnimi oblikami v Pompejih, ki v najboljšem primeru uporabljajo dve barvi. Kompleksni tridimenzionalni figurativni mozaiki, ki uporabljajo večbarvne zasnove za doseganje iluzije svetlobe in sence, v Pompejih niso nastali vse do drugega sloga stenskega slikarstva (80–20 pr. n. št.) in veljajo za prevzem helenističnih likovnih trendov. Medtem ko so se svinčeni trakovi uporabljali v helenističnih mozaikih Delosa, Aten in Pele (Grčija), Pergamona (Turčija), Callatisa (sodobno Mangalija, Romunija), Aleksandrije (Egipt) in Herson (Krimski polotok), so v zahodno-sredozemskih mozaikih odsotni na Malti, Siciliji in italijanskem polotoku. Westgate trdi, da je mogoče helenistične mozaike razdeliti v dve široki kategoriji: vzhodni in zahodni, na podlagi njunih različnih slogov in tehnik izdelave. 

### Povezave z drugimi mediji starogrške umetnosti
V času, ko so bili izdelani mozaiki na Delosu, rdeče figure niso več nastajale. Tehnika črnega ozadja lončenine z rdečimi figurami je bila še vedno cenjena v makedonskih prodnatih mozaikih iz Pele iz 4. st. pr. n. št. in v mozaikih v Delosu, na primer beli figurativni mozaik Triton s teserami. Tehnika črnega ozadja je bila pozneje uporabljena v stekleni umetnosti, kot je kameja steklo, zlasti v rimskem steklu (npr. Portlandska vaza, Gemma Augustea, Velika kameja Francije, itd.).
Valovit motiv girlande na črnem ozadju zidnega stenskega slikarstva v Delosu je bil prej predstavljen v grških delih, od vaz do makedonskih mozaikov Pele iz 4. st. pr. n. št., zlasti mozaika Lov na jelena. Vendar pa so umetniki iz Delosa zagotovo izumili svoj dekorativni žanr z uporabo kombinacije teh starejših elementov z novim naturalističnim barvanjem. Poleg črnega ozadja so mozaike kot Lov na jelena navdihnili tudi iluzionistične, tridimenzionalne lastnosti grške slike. V Delosu so slike in mozaiki podedovali iste klasične grške standarde izdelave, osvetlitve, senčenja in barvanja. Kiparji, slikarji in umetniki mozaikov so bili morda del istega sistema pokroviteljstva v Delosu, kar bi v nekaterih primerih potrebovalo uvoz tujih umetnikov.

## Hiše in mestne četrti

### Mozaiki iz severne četrti
V severni četrti Delosa je bila draguljarska četrt, kjer so bile odkrite starejše strukture, kot so delavnice in drugi arheološki ostanki iz 3. st. pr. n. št. in začetka 2. st. pr. n. št.. Do druge polovice 2. st. pr. n. št. so jih nadomeščali zasebni domovi, zgrajeni na najbolj značilen način za Delos: ozek pravokoten tloris z osrednjim dvoriščem, predprostor spredaj in večja, glavna soba v zadaj. Hiša mask je edino območje Delosa brez tega arhetipskega načrta hiše. V nekaterih hišah severne četrti so mozaični okraski z mitološkimi prizori, vključno Likurg iz Trakije ubija Ambrozijo v mozaiku zgornje zgodbe, pa tudi Atena in Hermes s sedečo žensko v mozaiku v glavni sobi. 
- Detajl osrednjega dela mozaika iz draguljarske četrti Delosa z upodobitvijo Hermesa in Atene], 2. stoletje pred našim štetjem
- Detajl mozaika iz draguljarske četrti Delosa, ki prikazuje glavo bika z listjem
- Detajl mozaika iz draguljarske četrti Delosa, ki prikazuje grško gledališko masko
- Detajl mozaika iz draguljarske četrti Delosa, ki prikazuje starogrško gledališko masko

### Mozaiki iz gledališke četrti
Večina hiš v prenatrpani gledališki četrti Delosa ima tlorise nepravilne oblike (na primer trapezne oblike). Ozka in nepravilna ulična mreža je za razliko od drugih četrti, kjer se ulice običajno srečujejo pod pravimi koti. Podobno kot pri večini izkopanih hiš Delosa je tudi v gledališki četrti namesto postavitve peristila s stebri odprto dvorišče brez portikov. Nekatere hiše v gledališki četrti v celoti nimajo notranje opreme, brez stenskih poslikav in mozaikov, kar je nenavadno za večino domov na Delosu.
- Mozaik z zasnovo delfinov in sidr
- Razvaline doma z mozaičnim dnom
- Mozaik z obrobo valovitega vzorca
- Kubični talni mozaik z geometrijskim vzorcem v razvalinah doma

### Dionizova hiša
Mozaik Dioniz jaha tigra v Dionizovi hiši, eden najlepših primerov opus vermiculatum, po mnenju Dunbabina in je primerljiv z Dioniz jaha leoparda iz Hiše mask, če ne bolj preprost mozaik iz kamenčkov, predhodnik iz makedonske prestolnice pri Pele. Ključna tematska razlika pa so Dionizova krila, ki nakazujejo njegovo inkarnacijo kot demona namesto boga. Materiali tesere iz stekla, fajanse, terakote in naravnih kamnov so oblikovani v koščke, ki merijo približno en milimeter v kvadrat, kar omogoča ostre podrobnosti in zapleteno barvno shemo.
- Dioniz jaha tigra
- Pogled od blizu in podrobnosti krilatega Dioniza in tigra
- Detajl helenistične steklene posode iz mozaika Dioniza, ki jaha tigra
- Talni mozaik v peristilni dvorani Dionizove hiše

### Hiša mask
Hiša mask je dobila ime po mozaičnem motivu gledaliških mask, ki okrasijo pas bršljana, razporejene v trakove okoli osrednje površine, okrašene v kubičnem vzorcu. Precej bolj okrašene mozaike najdemo v štirih različnih sobah, ki se odcepijo od dvorišča peristila, tlakovanega z marmornatimi koščki, pri hodnikih mozaikov pa so uporabljeni delci amfore. V središču enega mozaika je figura Dioniz jaha leoparda na podobnem črnem ozadju kot mozaik v Dionizovi hiši. Drug osrednji mozaik vsebuje igralca na piščal in plesno figuro, slednji morda predstavlja Silenija. Samo slika Dioniza uporablja vermikulatno metodo. Drugi mozaiki v hiši ne dosegajo naturalizma lepših scenskih figur in motivov, vendar kljub temu kažejo poskus posnemanja njihovih iluzionističnih lastnosti s tehniko teseliranja.
- Majhen mozaik panterja iz "Hiše mask" na Delosu, iz okoli 100 pr. n. št.
- Dioniz jaha mačjo kreaturo
- V svilo oblečena figura, ki pleše na igranje flavtistke
- Mozaic gledališke maske

### Hiša delfinov
Hiša delfinov vsebuje mozaično oblikovanje talnega peristila, ki je nenavadno za Delos, s krogom, ograjenim s kvadratnim orisom. V vsakem vogalu kvadrata so pari delfinov, ki jih vozijo drobne krilate figure z emblemi različnih grških božanstev in sicer tirs, kerikej, trizob in en predmet, ki zaradi poškodbe manjka. Krog vsebuje osrednjo zasnovo rozete, obkroženo s cvetličnimi girlandami in grifoni. Mozaik, ki ga je podpisal neki Asklepijad iz Aradosa (v starodavni Feniciji, zdaj zahodna Sirija), je eden od samo dveh primerov iz Delosa, ki nosijo podpis originalnega umetnika.
- Delfini in jezdeci poleg motivov motiv z enim valom
- Peristino dvorišče je obkroženo s stebri, ki obdajajo mozaično dno
- Pogled od blizu na talni mozaik, ki vsebuje zasnovo kroga znotraj kvadrata
- Mozaik s simbolom punsko-feničanske boginje Tanit

### Hiša jezera
Podobno kot pri zasnovi večine hiš na Delosu je Hiša jezera dom nepravilne oblik v bližini svetega jezera in je bila naseljena od približno 300 do 100 pr. n. št. Peristilni impluvij je okrašen z motivom geometrijskega vzorca okoli osrednje rozete, ki je na vseh straneh obdan z monolitnimi stebri v jonskem slogu.
- Primer vzorca meje z enim valom
- Mozaik s kockastim vzorcem z mejo z enim valom
- Peristil impluvij s stebri v jonskem slogu in talnim mozaikom
- Impluvij in talni mozaik iz drugega zornega kot

### Hiša trizobov
Hiša trizobov vsebuje plošče peristila z motivom črnega delfina, nameščenega okoli rdečega sidra in črnih trizobov na belem ozadju. Tema nakazuje, da so bili lastniki hiše nekako povezani s pomorskimi dejavnostmi. Ti preprosti dvodimenzionalni mozaiki so v nasprotju z raznobarvnimi, fino podrobnimi, tridimenzionalnimi helenističnimi mozaiki figur in motivov. Morda so primerljivi ali celo povezani z mozaiki črno-belih tlakov, ki se pojavijo v rimski Italiji nekaj desetletij pozneje.
- Mozaična dekoracija delfina, ovita okoli sidra
- Pogled na dvorišče s talnim mozaikom
- Še en pogled na dvorišče in mozaik